# Bombs of Hades

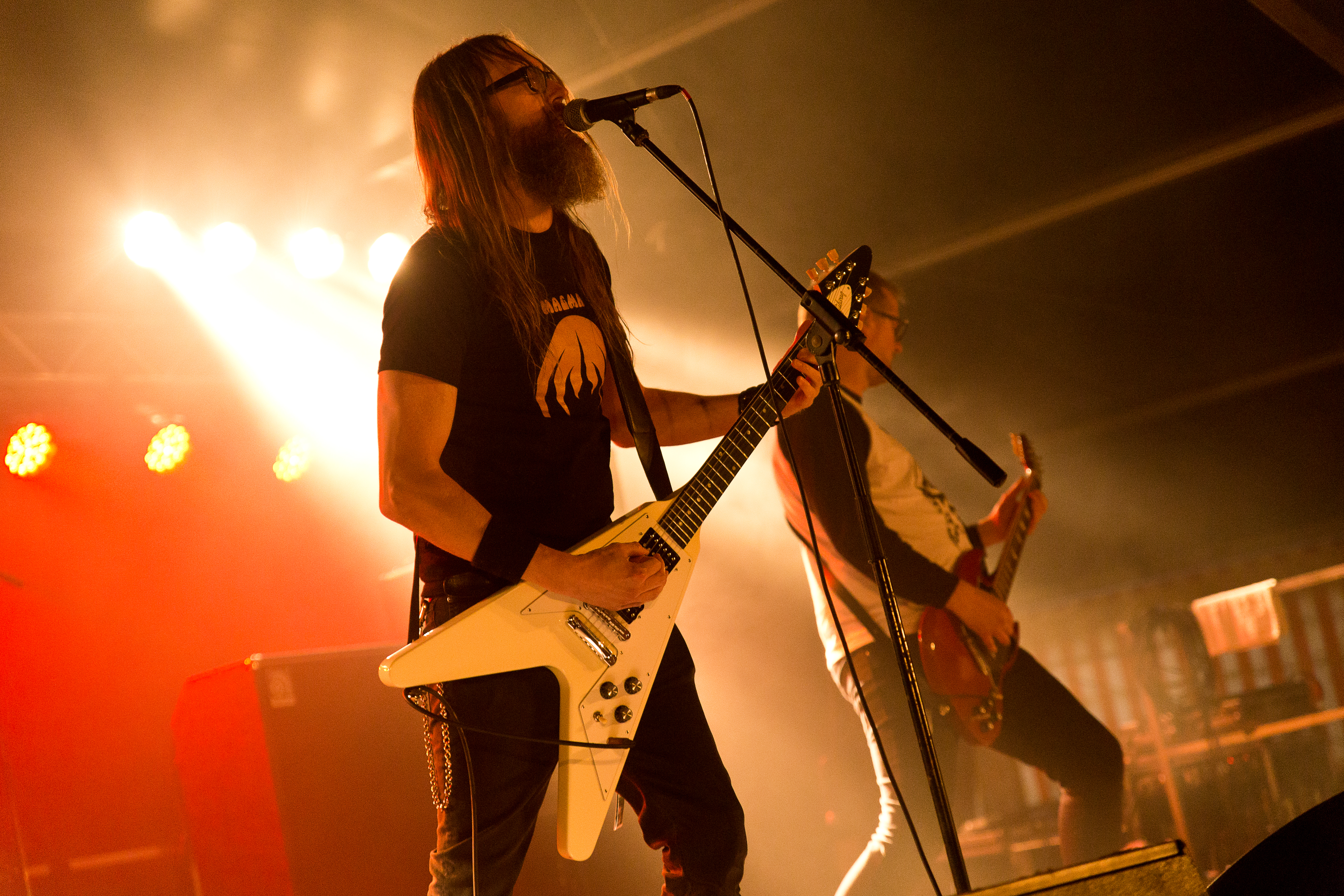
Sänger Jonas Stålhammar 2016

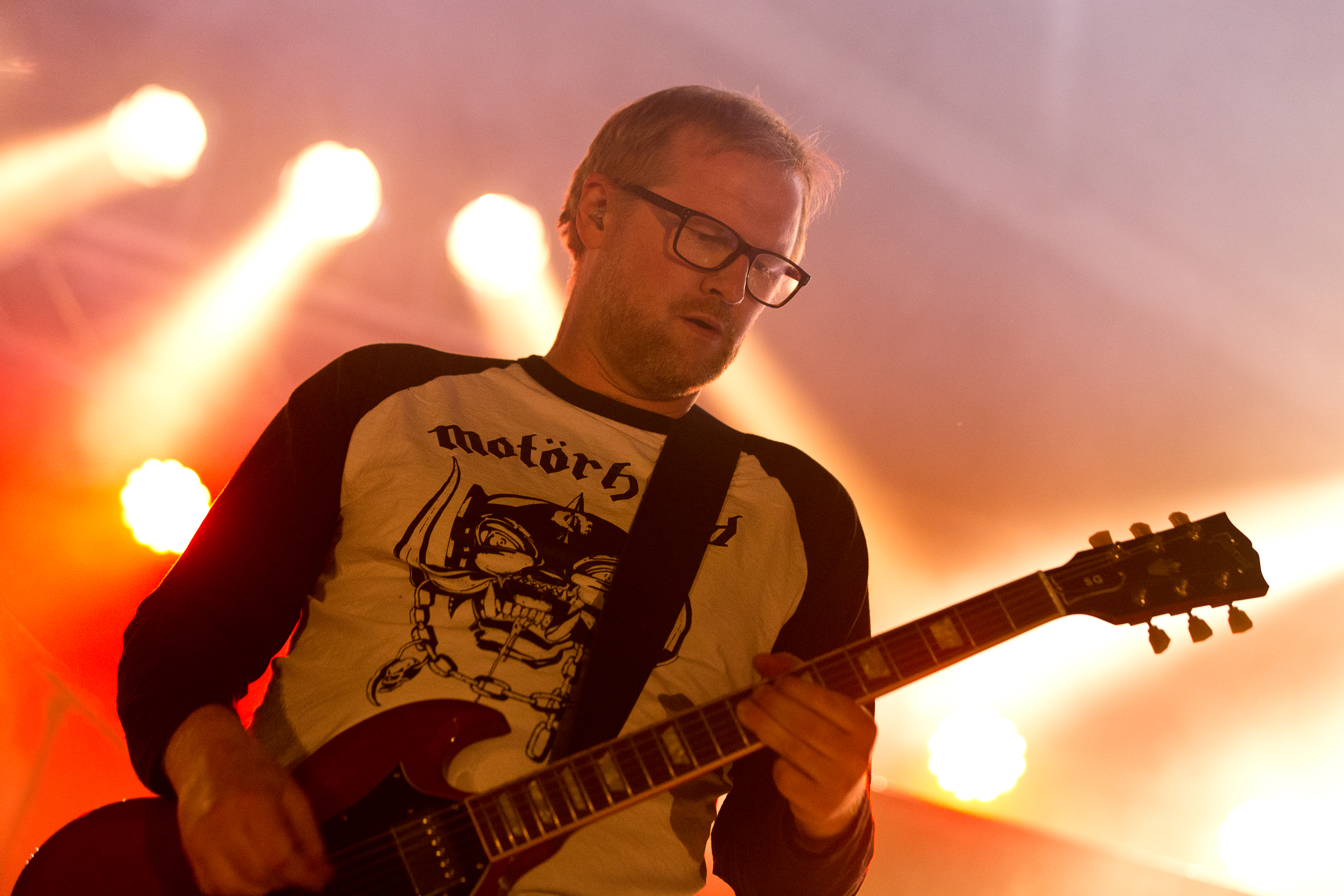
Gitarrist P-O Söderback 2016

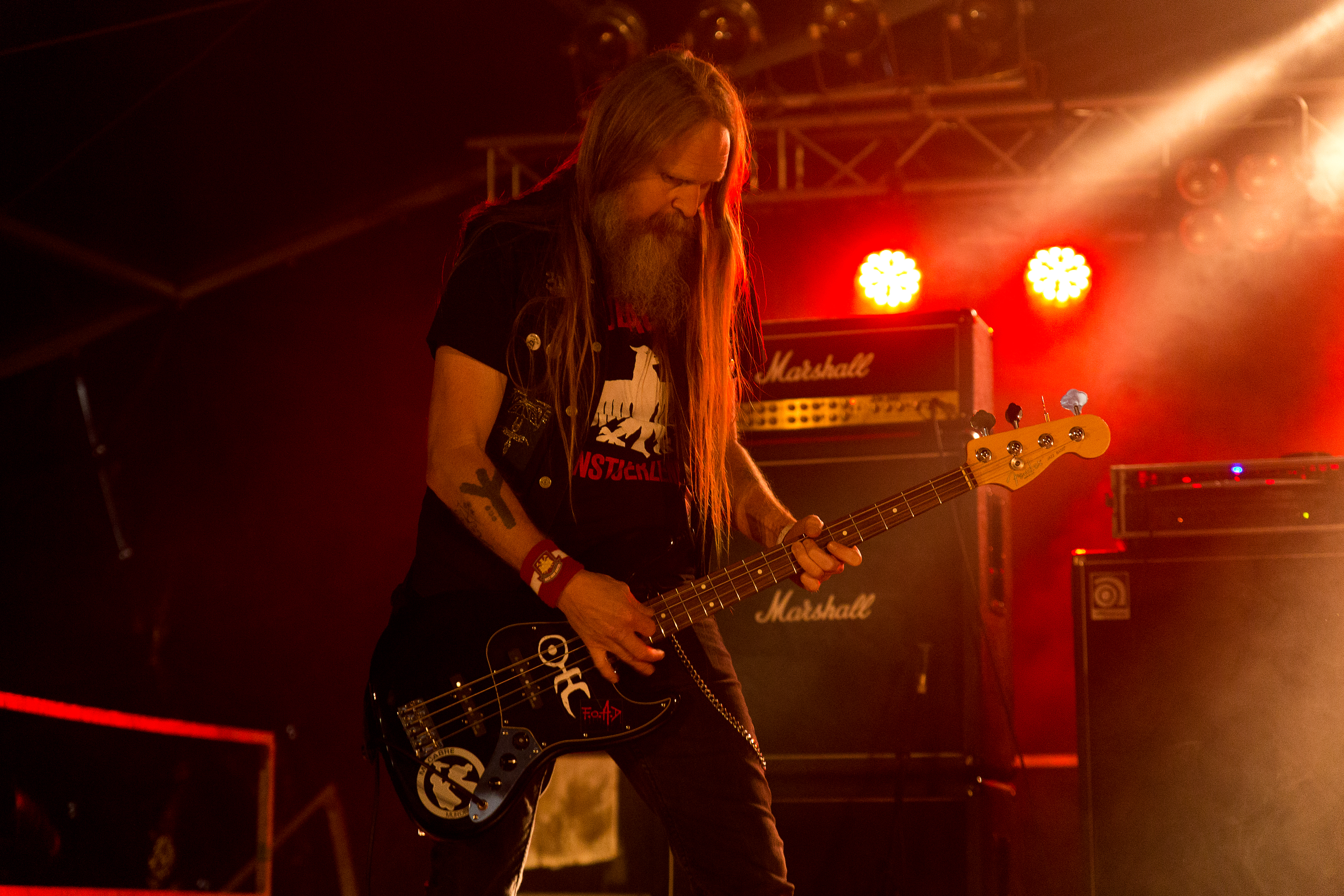
Bassist Butch Ekman 2016

Bombs of Hades ist eine schwedische Death-Metal- und Crust-Punk-Band aus Västerås.

## Geschichte
Die Band wurde im Jahr 2002 gegründet, nachdem der Bassist Anders Ekman und der Gitarrist und Sänger Jonas Stålhammar bei gemeinsamen Alkoholkonsum beschlossen hatten, Lieder ihrer Einflussbands zusammen zu covern. Kurze Zeit später stießen der Schlagzeuger Magnus Forsberg und der Gitarrist P-O Söderback zur Besetzung. Im Jahr 2008 nahm die Band die EP Carnivores auf und veröffentlichte diese über Blood Harvest Records. Im Jahr 2009 war die Gruppe zusammen mit weiteren schwedischen Death-Metal-Bands auf dem Sampler Resurrected in Festering Slime zu hören. Darauf schlossen sich Auftritte zusammen mit Crucifyre, Tormented, Tortyr, Sinate, Usurpress, Tragedy, Entrench und Dead Awaken an. Ende 2010 erschien erneut über Blood Harvest Records das Debütalbum Chambers of Abominations. 2011 folgte die Split-Veröffentlichung Into the Eternal Pit of Firezusammen mit Tormented, sowie eine weitere zusammen mit Usurpress. 2012 begann mit einer weiteren Split-Veröffentlichung zusammen mit Mordbrand. Im Sommer erschien das zweite Album The Serpent’s Redemption. 2014 erschien mit Atomic Temples ein weiteres Album.

## Stil
Laut Bandbiografie auf Facebook ist die Gruppe durch Bands wie Discharge, Anti Cimex, Dissober, Autopsy, Nihilist, Entombed, Carnage und Slayer beeinflusst worden. Laut Sebastian Schilling vom Rock Hard spielt die Band „crustig eingefärbten Death Metal“. Die Gruppe habe als Crust-Punk-Band angefangen und habe sich immer mehr Richtung Death Metal entwickelt. Im Interview mit Schilling gab Jonas Stålhammar an, dass es sich bei Atomic Temples um das erste Konzeptalbum der Band handle. Die Geschichte spiele ein paar Hundert Jahre in der Zukunft nach einem Atomkrieg, in der die Bevölkerung aus Menschen und Mutanten bestehe. Die Mutanten seien auf der Suche nach einer Jungfrau, die den Tyrant gebären und der die menschliche Rasse auslöschen solle. Für das Album seien als erstes das Konzept, dann die Musik und als letztes die Texte entwickelt worden. Stålhammar gab an, ein Fan von Analogsynthesizern und Orgeln, sowie Filmmusik, Progressive Rock und Ambient-Künstlern wie Brian Eno, Cluster, Harmonia, Tangerine Dream und Goblin zu sein. Zu den Einflüssen der Band zähle er Gruppen wie Slayer, Celtic Frost, Nihilist, Entombed, Death, Paradise Lost, Deathstrike, Repulsion, Discharge, Anti Cimex, No Security, Wolfbrigade, Tragedy, Disfear, Goblin, Univers Zéro, King Crimson, Magma, Anekdoten und Van der Graaf Generator. Auch Janne Stark schrieb in seinem Buch The Heaviest Encyclopedia of Swedish Hard Rock and Heavy Metal Ever!, dass die Band anfangs Crust-Punk spielte und sich dann weiter dem Death Metal angenähert hat. Es sei schneller, wilder und punkiger Death Metal, fast so, als spiele Motörhead Death Metal. Thomas Sonder vom Metal Hammer beschrieb die Musik auf The Serpent’s Redemption als eine Mischung aus Thrash- und Death-Metal mit leichten Punkeinflüssen. Das Titellied lasse leichte Einflüsse aus dem Doom Metal erkennen.

## Diskografie
- 2006: Meathook Diaries (Demo, Eigenveröffentlichung)
- 2008: Carnivores (EP, Blood Harvest Records)
- 2010: Chambers of Abominations (Album, Blood Harvest Records)
- 2011: Tormented / Bombs of Hades (Split mit Tormented, War Anthem Records)
- 2011: Into the Eternal Pit of Fire (EP, Detest Records)
- 2011: Bombs of Hades / Usurpress (Split mit Usurpress, Doomentia Records)
- 2012: No Life (Split mit Mordbrand, Carnal Records)
- 2012: The Serpent's Redemption (Album, Pulverised Records)
- 2013: Black Goat Chant / Nuclear End (Split mit Suffer the Pain, Doomentia Records)
- 2014: Recoil in Horror (Single, Nihil Records)
- 2014: Through the Dark Past (Kompilation, Pulverised Records)
- 2014: Atomic Temples (Album, War Anthem Records)
- 2016: Death Mask Replica (Album, War Anthem Records)
- 2020: Phantom Bell (EP, War Anthem Records)